# Калугин, Георгий Александрович
Георгий Александрович Калугин (настоящая фамилия Рейфшнейдер; 24 мая 1908, Ростов-на-Дону,  Российская империя — 1978, Рига) — советский военачальник, полковник (28 мая 1943).

## Биография
Родился 24 мая 1908 года  в городе Ростов-на-Дону, Россия. Русский.
До службы в армии  Рейфшнейдер работал на заводе «Красный Аксай». В мае 1929 года окончил 4 курса Ростовского индустриального техникума, а в 1930 года — четырёхмесячные курсы Московского института повышения квалификации и работал электротехником Сельмашстроя в городе Ростов-на-Дону.

## Военная служба
15 ноября 1930 года призван в РККА и зачислен курсантом в школу младших командиров при 8-м радиотелеграфном батальоне СКВО, после её окончания проходил там же службу командиром отделения и взвода.
С мая по июль 1932 года находился на стажировке в качестве лётчика-наблюдателя в 13-м авиаотряде ВВС СКВО, затем был направлен на учёбу во 2-ю военную школу летчиков ВВС РККА им. Осоавиахима СССР. По её окончании в декабре 1933 года назначен командиром звена в 15-ю штурмовую авиаэскадрилью ВВС МВО. В июне 1934 года эскадрилья была передислоцирована в ЗабВО. С мая 1935 года проходил службу в Монголии в должности командира 3-го отдельного штурмового авиаотряда ОСНАЗ. В феврале — апреле 1936 года в этой должности принимал участие в боях против японских войск в районе озера Буйр-Нуур. Лично совершил 21 боевой вылет, за что одним из первых в РККА был награжден монгольским орденом Красного Знамени.
С ноября 1937 года старший лейтенант  Рефшнейдер командовал 12-м транспортным авиаотрядом ВВС ЗабВО. В мае 1938	года, при реорганизации ВВС и формировании полков, он был назначен командиром 2-й эскадрильи 15-го штурмового авиаполка  23-й авиабригады. С декабря 1939	года исполнял должность помощника командира этого полка, в том же году вступил в ВКП(б). В мае 1941 года направлен на Монинские курсы командиров полков.

### Великая Отечественная война
В начале  войны капитан  Рейфшнейдер в июне 1941 года был назначен командиром 145-го истребительного авиаполка, входившего в состав 1-й смешанной авиадивизии ВВС 14-й армии Северного, а с августа — Карельского фронтов. Лётчики полка выполняли боевые задачи по прикрытию Мурманска, вели штурмовку войск противника на поле боя, совершали разведывательные полёты. В апреле 1942 года за отличную боевую работу полк был преобразован в 19-й гвардейский, а командир полка Рефшнейдер награждён орденом Ленина. В этом полку под командованием Рейфшнейдера служил будущий Главный маршал  авиации и Командующий ВВС ВС СССР капитан Павел Кутахов.
С 11 декабря 1942 года подполковник  Рейфшнейдер исполнял должность заместителя командира и врид командира 258-й истребительной авиадивизии в составе 7-й воздушной армии Карельского фронта.
С 27 февраля 1943 года и до конца войны командовал 260-й смешанной авиадивизией, переименованной  с 14 ноября 1944 года  — в  260-ю штурмовую авиадивизию.
В 1943-1944 гг. дивизия принимала активное участие в боевых действиях на Карельском фронте. В июне 1944	года  Рейфшнейдер изменил фамилию на Калугин. В июне — августе 1944 года дивизия под его командованием принимала активное участие в Свирско-Петрозаводской наступательной операции, в ходе которой поддерживала наступление 4-го и 99-го стрелковых корпусов 7-й армии Карельского фронта. В октябре — ноябре её части участвовали в Петсамо-Киркенесской наступательной операции. За образцовое выполнение заданий командования при прорыве обороны противника на реке Свирь дивизии было присвоено почётное наименование «Свирская» и она была награждена орденом Суворова 2-й степени.
С декабря 1944 года дивизия входила в состав 4-й воздушной армии. После передислокации из Заполярья на  2-го Белорусского фронта полковником Калугиным за короткий срок была проведена большая работа по подготовке дивизии к наступательным действиям. С 16 января 1945 года она вступила в активную боевую работу. Её части успешно действовали в Млавско-Эльбингской, Восточно-Померанской и Берлинской  наступательных операциях. При форсировании реки Нарев в Млавско-Эльбингской операции они поддерживали соединения 2-й ударной армии и 8-го гвардейского танкового корпуса, в Берлинской операции при форсировании реки Одер взаимодействовали с 70-й армией и 3-м гвардейским танковым корпусом. За отличные боевые действия на 2-м Белорусском фронте дивизия неоднократно отмечалась в приказах Верховного Главнокомандующего и была награждена орденом Красного Знамени.
В период с июня 1941 года  по  май 1945 года Калугин (Рефшнейдер) лично совершил 104 боевых вылета и  сбил в группе  5 самолётов противника.
За время войны комдив Калугин был 25 раз персонально упомянут в благодарственных в приказах Верховного Главнокомандующего.

### Послевоенное время
После войны продолжал командовать дивизией в ГСОВГ и СГВ. С апреля 1946 года командовал 10-й гвардейской штурмовой авиадивизией 11-й воздушной армии ЗакВО. С ноября 1947 года — начальник отдела боевой подготовки штурмовой авиации Управления ВВС Дальнего Востока в городе Хабаровск. С сентября 1949 года временно исполнял должность начальника отдела специальных видов боевой подготовки Управления боевой подготовки ВВС Дальнего Востока В 1951 году заочно окончил командный факультет Краснознаменной Военно-воздушной академии. С июня 1953 года — начальник отдела, а с сентября 1955 года — заместитель начальника отдела боевой подготовки ВВС ДВО.
С марта 1956 года — начальник отдела боевой подготовки и вузов 30-й воздушной армии ПрибВО, с марта 1957 года был старшим инспектором-лётчиком по технике пилотирования и теории полётов — заместителем начальника отдела боевой подготовки и вузов управления армии.
22 июля 1963 года полковник Калугин уволен в запас. Умер в 1978 году в Риге, похоронен на кладбище Микеля (бывшем Гарнизонном кладбище).

## Награды
СССР
- два ордена Ленина (07.11.1941[6], 30.12.1956[7])
- два ордена Красного Знамени (12.07.1944[8], 17.05.1951[7])
- орден Суворова II степени (10.04.1945)[9]
- орден Кутузова II степени (02.11.1944)[10]
- орден Богдана Хмельницкого II степени (29.05.1945)[11]
- орден Отечественной войны I степени (30.11.1943)[12]
- орден Красной Звезды (30.04.1946)[7]

медали в том числе:
- - «За боевые заслуги» (03.11.1944)[7]
  - «За оборону Советского Заполярья»
  - «За победу над Германией в Великой Отечественной войне 1941—1945 гг.»
  - «За взятие Кёнигсберга»

Приказы (благодарности) Верховного Главнокомандующего в которых отмечен Г. А. Калугин.
- За форсирование реки Свирь на всем фронте от Онежского озера до Ладожского озера, прорыв сильно укреплённой обороны противника и продвижение вперёд в течение трёх дней наступательных боёв от 20 до 30 километров, занятие более 200 населённых пунктов, среди которых: Подпорожье, Свирьстрой, Вознесенье, Михайловская, Мегрозеро, Печная Сельга, Бережная, Микентьева. 24 июня 1944 года № 114.
- За овладение городом Петсамо (Печенга) – важной военно-морской базой и мощным опорным пунктом обороны немцев на Крайнем Севере. 15 октября 1944 года № 197.
- За освобождение от немецких захватчиков всего района никелевого производства и овладение важными населёнными пунктами Печенгской (Петсамской) области – Никель, Ахмалахти, Сальмиярви. 23 октября 1944 года. № 202.
- За пересечение государственной границы Норвегии и в трудных условиях Заполярья овладением городом Киркенес – важным портом в Баренцевом море. 25 октября 1944 года № 205.
- За полное освобождение Печенгской (Петсамской) области от немецких захватчиков. 1 ноября 1944 года № 208.
- За овладение штурмом городом Пшасныш (Прасныш), городом и крепостью Модлин (Новогеоргиевск) — важными узлами коммуникаций и опорными пунктами обороны немцев. 18 января 1945 года. № 226.
- За овладение штурмом городами Млава и Дзялдово (Зольдау) – важными узлами коммуникаций и опорными пунктами обороны немцев на подступах к южной границе Восточной Пруссии и городом Плоньск – крупным узлом коммуникаций и опорным пунктом обороны немцев на правом берегу Вислы. 19 января 1945 года. № 232.
- За овладение городами Восточной Пруссии Остероде и Дейч-Эйлау — важными узлами коммуникаций и сильными опорными пунктами обороны немцев. 22 января 1945 года. № 244.
- За овладение штурмом городом и крепостью Торунь (Торн) – важным узлом коммуникаций и мощным опорным пунктом обороны немцев на реке Висла. 1 февраля 1945 года. № 268.
- За овладение городами Хойнице (Конитц) и Тухоля (Тухель) – крупными узлами коммуникаций и сильными опорными пунктами обороны немцев в западной части Польши. 15 февраля 1945 года. № 280.
- За овладение городом Черск — важным узлом коммуникаций и сильным опорным пунктом обороны немцев в северо-западной части Польши. 21 февраля 1945 года. № 283.
- За овладение городами Шлохау, Штегерс, Хаммерштайн, Бальденберг, Бублид – важными узлами коммуникаций и сильными опорными пунктами обороны немцев. 27 февраля 1945 года. № 285.
- За овладение городами Руммельсбург и Поллнов — важными узлами коммуникаций и сильными опорными пунктами обороны немцев в Померании. 3 марта 1945 года. № 287.
- За выход на побережье Балтийского моря и овладение городом Кёзлин — важным узлом коммуникаций и мощным опорным пунктом обороны немцев на путях из Данцига в Штеттин. 4 марта 1945 года. № 289.
- За овладение городом и крепостью Грудзёндз (Грауденц) – мощным узлом обороны немцев на нижнем течении реки Висла. 6 марта 1945 года. № 291.
- За овладение городами Гнев (Меве) и Старогард (Прейсиш Старгард) – важными опорными пунктами обороны немцев на подступах к Данцигу. 7 марта 1945 года. № 294.
- За овладение городами Бытув (Бютов) и Косьцежина (Берент) — важными узлами железных и шоссейных дорог и сильными опорными пунктами обороны немцев на путях к Данцигу. 8 марта 1945 года. № 296.
- За овладение городом и крепостью Гданьск (Данциг) — важнейшим портом и первоклассной военно-морской базой немцев на Балтийском море. 30 марта 1945 года. № 319.
- За форсирование восточного и западного Одера южнее Штеттина, прорыв сильно укрепленную оборону немцев на западном берегу Одера и овладение главным городом Померании и крупным морским портом Штеттин, а также занятие городов Гартц, Пенкун, Казеков, Шведт. 26 апреля 1945 года. № 344.
- За овладение городами Пренцлау, Ангермюнде — важными опорными пунктами обороны немцев в Западной Померании. 27 апреля 1945 года. № 348.
- За овладение городами и важными узлами дорог Анклам, Фридланд, Нойбранденбург, Лихен и вступили на территорию провинции Мекленбург. 29 апреля 1945 года. № 351.
- За овладение городами Штральзунд, Гриммен, Деммин, Мальхин, Варен, Везенберг — важными узлами дорог и сильными опорными пунктами обороны немцев. 1 мая 1945 года. № 354.
- За овладение городами Барт, Бад-Доберан, Нойбуков, Варин, Виттенберге и за соединение на линии Висмар, Виттенберге с союзными нам английскими войсками. 3 мая 1945 года. № 360.
- За овладение городом Свинемюнде — крупным портом и военно-морской базой немцев на Балтийском море. 5 мая 1945 года. № 362.
- За форсирование пролива Штральзундерфарвассер, захват на острове Рюген городов Берген, Гарц, Путбус, Засснитц и полное овладение островом Рюген. 6 мая 1945 года. № 363.

Других  государств
- орден Красного Знамени (МНР -1936)
- Крест Свободы (Норвегия)
- медаль «За Одру, Нису и Балтику» (ПНР)